# Chifeng sui

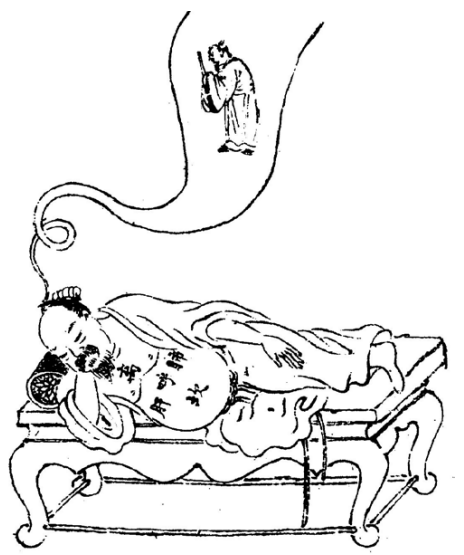
Ilustración de un taoísta dedicado a la «práctica del sueño» en el Chifeng sui.

El Chifeng sui (en chino tradicional, 赤鳳髓; pinyin, Chìfèng suǐ), literalmente Médula del Fénix Rojo, es un compendio médico chino compuesto durante la dinastía Ming por Zhou Lüjing (周履靖). Nacido en una familia de clase alta, Zhou fue preparado para la política; sin embargo, después de ser diagnosticado con tuberculosis, se embarcó en la búsqueda de la autocuración y finalmente se convirtió en un asceta taoísta. Con fecha de 1578, el Chifeng sui contiene numerosos «métodos de longevidad» recopilados por Zhou a lo largo de los años.

## Contenido
Basándose en fuentes de qigong de las dinastías Song y Yuan, el Chifeng sui se ocupa de los «métodos de longevidad», incluidas las técnicas de respiración, la gimnasia y los ejercicios para dormir. El manual también incluye doce «prácticas de incubación de la quietud» atribuidas al «maestro de la energía cósmica» Chen Tuan.

## Autoría e historial de publicaciones
Aunque Zhou Lüjing (周履靖) era un aristócrata educado y casado, también era propenso a las enfermedades. Después de contraer tuberculosis, Zhou dejó a su familia en busca de formas de mejorar su salud. A lo largo de los años, Zhou se volvió muy versado en el taoísmo y acumuló una vasta colección de hechizos y medicinas taoístas. Zhou, también conocido como el Meidian daoren (梅颠道人) or el «taoísta confundido por las flores del ciruelo», compuso posteriormente el Chifeng sui, que data de 1578 y aparece por primera vez en su antología de escritos médicos titulada Yimen guangdu (夷門廣牘) o Tablillas anchas de la Puerta del Silencio.
En 1988 se publicó una traducción completa al francés de Catherine Despeux, titulada La moelle du phénix rouge, mientras que en 1990 se publicó una traducción parcial al inglés de Teri Takehiro titulada Marrow of the Red Phoenix.

### Citas
1. ↑  Kohn, 2012, p. 110.
2. 1 2 3  Kohn, 1991, p. 369.
3. 1 2  Kohn, 2018, p. 45.
4. ↑  Littlejohn, 2019, p. 34.
5. ↑  Kohn, 2008, p. 166.
6. ↑  Struve, 2019, p. 274.